# Henri Lammens
Henri Lammens, né le 1er juillet 1862 à Gand, Belgique, et mort le 24 avril 1937 à Beyrouth, Liban, était un prêtre jésuite belge, orientaliste arabisant de renom et historien de l'islam. Il passa presque toute sa vie au Liban.

## Biographie
Élève de l’école apostolique de Turnhout il part à Beyrouth comme petit-séminariste à l’âge de 15 ans. Il se met immédiatement à l’étude de l’arabe. Un an plus tard (1878) il entre dans la Compagnie de Jésus et fait ses premières années d’études au Proche-Orient. Doué pour les langues il maîtrise également le latin et le grec. Après de courtes études de théologie au Pays de Galles (1890-1892) il est ordonné prêtre à Beyrouth en 1893. À part quelques années d’enseignement à l’institut biblique de Rome (1910-1914), il passera toute sa vie au Proche-Orient.

### Carrière
D’abord préfet des études de français et d’arabe au collège jésuite de Beyrouth puis professeur à la faculté des études orientales de l'université Saint-Joseph de Beyrouth, il consacre bientôt (à partir de 1897) tout son temps à la recherche, aux voyages et à l’écriture. Très attaché à la région et à un peuple qu’il fait sien, il visite les coins les plus reculés de la Syrie et de la Transjordanie pour mieux en connaître les habitants, les coutumes et la langue. Il en émerge une série d’articles publiés dans diverses revues.
Ses premières publications sont de caractère pédagogique : un dictionnaire (1889) et un manuel à l’intention des arabisants (1891). Ses œuvres principales concernent ensuite l’histoire de l'Islam et du monde arabe, un domaine dans lequel il devient un des grands spécialistes de son temps. Il publie une importante étude sur le règne du calife omeyyade Muawiya Ier (1908). Remontant l’histoire il s’intéresse au monde arabe pré-islamique dans Le berceau de l’Islam : l’Arabie occidentale à la veille de l’Hégire (1914). Ces travaux font encore autorité.
Appliquant la méthode historique moderne aux textes fondateurs de l’islam (une approche alors inédite) il publie articles et livres très critiques de l’Islam (tel Mahomet fut-il sincère ? et Fatima et les filles de Mahomet en 1912) qui lui valent la réputation d’être contre les musulmans : craignant des réactions hostiles du pouvoir turc, ses supérieurs jésuites lui interdisent de continuer ses recherches. Il prépare une Vie de Mahomet (1914) qui, bien que rigoureusement scientifique, reste à l’état de manuscrit par crainte de réactions négatives. Certains chapitres paraîtront comme articles dans des revues. Il collabore à la grande encyclopédie de l’Islam et est éditeur durant de nombreuses années de la revue jésuite en langue arabe de Beyrouth, ‘al-Machriq’ (fondée en 1898 et longtemps dirigée par le jésuite Louis Cheikho).
Revenant à l’histoire il publie une œuvre capitale sur la Syrie : La Syrie, précis historique (1921) et suit avec grand intérêt le mouvement d’indépendance (vis-à-vis de l’empire ottoman) qui finalement prévaut au Liban et en Syrie (1918). Pour ses trente ans d’études sur l’identité historique du Liban, aujourd'hui contestées, il reçoit la médaille d’argent du Mérite libanais (1928).

### Déclin et décès
En 1930, Lammens est atteint d’une paralysie lente et dégénérative du cervelet. Ses activités en sont progressivement réduites. Il quitte la direction de la revue al-Machriq en 1934. Il est bientôt réduit à une impotence quasi totale, qui cependant ne nuisent pas à ses facultés mentales qu’il garde intactes jusqu'à la fin. Henri Lammens meurt à Beyrouth le 24 avril 1937.

## Œuvres
- Remarques sur les mots français dérivés de l'arabe, 1890.
- Études sur le Règne du Calife Omaiyade Mo'dwia Ier Bayrūt/Paris: Imprimerie Catholique/Geuthner, 1908
- Qoran et Tradition, Comment fut composée la vie de Mahomet, Revue des Recherches de Science Religieuse, 1910
- Fatima et les filles de Mahomet: notes critiques pour l'étude de la Sira, Sumptibus Pontificii instituti biblici, 1912.
- Le Berceau de l'Islam: l'Arabie occidentale à la veille de l'hégire. Ier volume, Le climat, les Bédouins, Romae, Sumptibus Pontificii Instituti Biblici, ("Scripta Pontificii instituti biblici, Institut biblique pontifical"), 1914, XXIII-371 p.
- Les Ahabis et l'organisation militaire de La Mecque au siècle de l'hégire, Journal asiatique, 1916, p. 425-482.
- L'ancienne frontière entre la Syrie et le Hidjâz (notes de géographie historique), Bulletin de l’Institut français d’archéologie orientale, t. 14, 1918, p. 69-96.
- Les Chrétiens à la Mecque à la veille de l'Hégire, Bulletin de l’Institut français d’archéologie orientale, t. 14, 1918, p. 191-230.
- Le culte des bétyles et les processions religieuses chez les Arabes préislamites, Bulletin de l’Institut français d’archéologie orientale, t. 17, 1920, 	p. 39-101.
- La Syrie; précis historique (2 vol.), Beyrouth, 1921
- La cité arabe de Ṭāʿif à la veille de l’Hégire, Beyrouth, Imprimerie catholique, ("Mélanges de l’Université Saint-Joseph, tome VIII, fasc. 4"), 1922, p. 115-327.
- Le « Sofiânî », héros national des Arabes syriens, Bulletin de l’Institut français d’archéologie orientale, t. 21, 1923, p. 131-144.
- La Mecque à la veille de l'Hégire, Beyrouth, 1924
- L'Islam, croyances et institutions, Beyrouth, 1926, troisième édition revue et augmentée, 1943
- Le caractère religieux du tar ou vendetta chez les Arabes préislamites, Bulletin de l’Institut français d’archéologie orientale, t. 26, 1926, p. 83-127.
- L'Arabie occidentale avant l'Hégire, Beyrouth, 1928
- Les sanctuaires pré-islamites dans l'Arabie occidentale, Mélanges de l'Université Saint-Joseph, Beyrouth, t. XI, fasc. 2, 1928
- Études sur le siècle des Omayyades, Beyrouth, 1930
- Quelque 80 articles dans l'Encyclopédie de l'Islam (1913-1934)